# Комаровка (Золотоношский район)
Комаровка (укр. Комарівка) — село в Золотоношском районе Черкасской области Украины.
Почтовый индекс — 19772. Телефонный код — 4737.

## Население
В 1911 году на хуторе Комаровка жило 259 человек (128 мужского и 131 женского пола).
Население по переписи 2001 года составляло 15 человек.

### Языковой состав
Родной язык населения по данным переписи 2001 года:
| Язык       | Численность, чел. | Доля     |
| ---------- | ----------------- | -------- |
| Украинский | 11                | 73,33 %  |
| Русский    | 4                 | 26,67 %  |
| Итого      | 15                | 100,00 % |

## Местный совет
19772, Черкасская обл., Золотоношский р-н, с. Коробовка

## История
- Есть на карте 1869 года как х. Комаров[3].